# Universidad Jaime I
Universidad Jaime I är ett universitet i Spanien.   Det ligger i provinsen Província de Castelló och regionen Valencia, i den östra delen av landet, 300 km öster om huvudstaden Madrid. 